# Conus poormani
Conus poormani é uma espécie de gastrópode do gênero Conus, pertencente à família Conidae.